# Epicypta neotropicalis
Epicypta neotropicalis är en tvåvingeart som beskrevs av Lane 1947. Epicypta neotropicalis ingår i släktet Epicypta och familjen svampmyggor. Inga underarter finns listade i Catalogue of Life.